# Holloceratognathus cylindricus
Holloceratognathus cylindricus is een keversoort uit de familie vliegende herten (Lucanidae). De wetenschappelijke naam van de soort is voor het eerst geldig gepubliceerd in 1895 door Broun.